# Феба (міфологія)

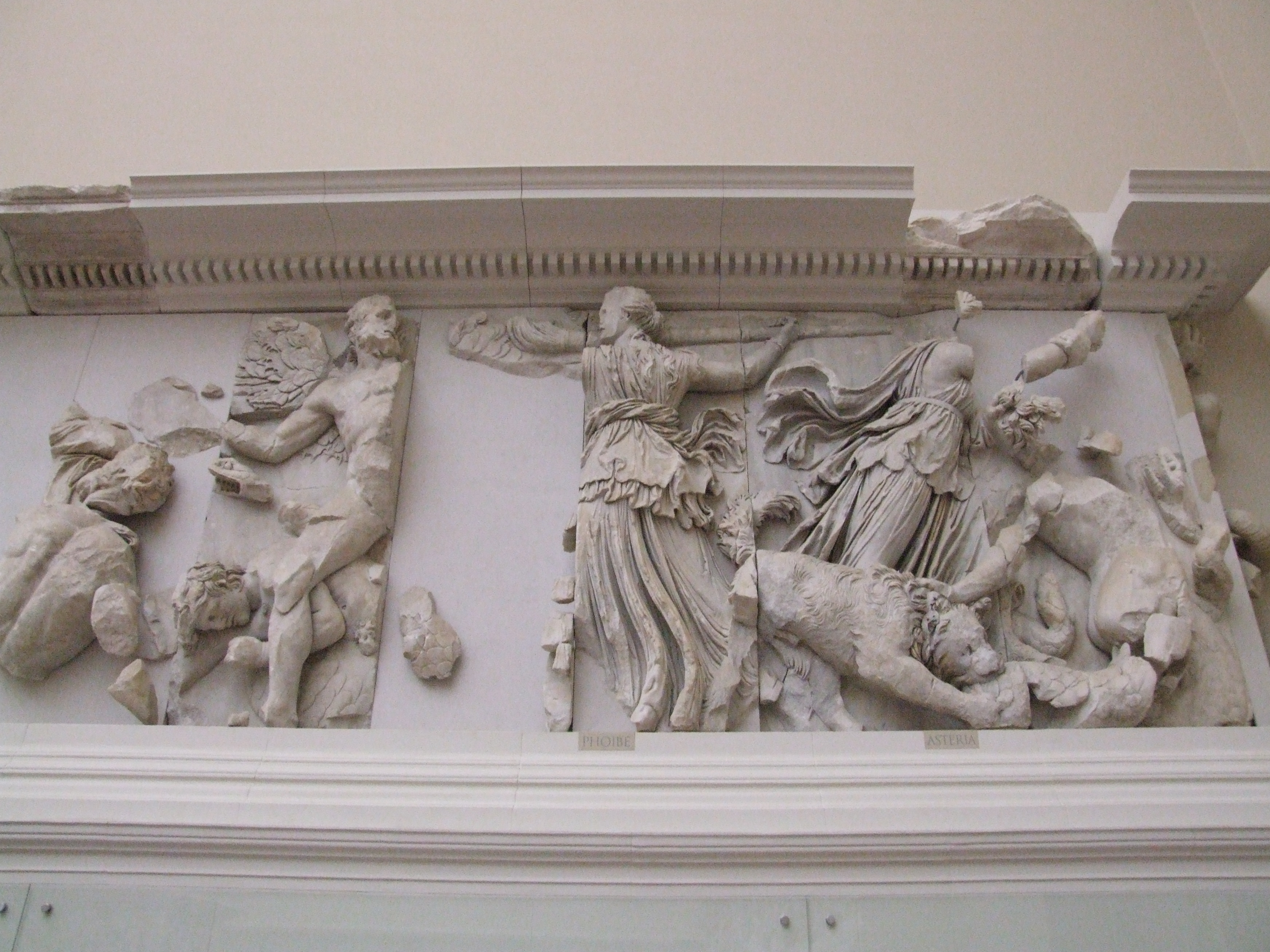
Астерія та Феба, Пергамський вівтар

Феба (грец. Φοίβη) — титаніда, дочка Урана й Геї, дружина Кея, мати Лето й Астерії; перед Аполлоном посідала дельфійський оракул. Згідно з версією римських поетів, Феба була сестрою Аполлона;
Феба — дочка Левкіппа, дружина Полідевка й Кастора;
Феба — одна з Геліад;
Феба — донька Леди й Тіндарея.